# Murailles de Montorsaio
Les murailles de Montorsaio (en italien : Mura di Montorsaio), est le système défensif du centre historique de Montorsaio, frazione de Campagnatico (province de Grosseto), en Toscane,.

## Histoire
Le centre de Montorsaio était doté d'une double enceinte au Moyen Âge. Les murailles intérieures ont été construites au XIIe siècle pour protéger le château, lequel appartenait initialement aux familles locales, avant d'être cédé à la famille Ardengheschi (it). L'expansion conséquente du village en dehors de l'enceinte primitive a déterminé la nécessité d'enfermer les nouveaux bâtiments résidentiels et l'ensemble du centre habité avec un deuxième rempart, qui a été construit au XIIIe siècle pour protéger l'ensemble du village. Pendant le même siècle, la forteresse a également été reconstruite, qui est devenue plus tard le Cassero Senese de Montorsaio.
La domination de la république de Sienne entre le XIVe et le milieu du XVIe siècle, et le passage ultérieur au grand-duché de Toscane, n'ont pas conduit à de nouvelles interventions sur les structures murailles défensives préexistantes, qui ont en fait commencé perdre leurs fonctions d'origine utilisées à l'origine.

## Description
Les murs intérieurs de Montorsaio sont intégralement incorporés dans l'enceinte des murs extérieurs des bâtiments situés autour de la Piazza della Cisterna, dominés par le Cassero Senese (donjon siennois) profondément modifié.
L'enceinte extérieure se développe autour du village, l'enfermant à la fois avec quelques pans de mur-rideau restés intacts et avec les murs extérieurs des bâtiments résidentiels qui, au fil des siècles, se sont retrouvés adossés au circuit périphérique extérieur d'origine.
L'accès au village était possible par une porte qui s'ouvrait le long des murs extérieurs, dont seul le chambranle a été conservé.
La zone de l'habitation du château qui comprend le donjon, encore partiellement clos par les murs intérieurs, est accessible du côté sud par une porte qui s'ouvre le long des vestiges du plus ancien cercle défensif.

## Galerie

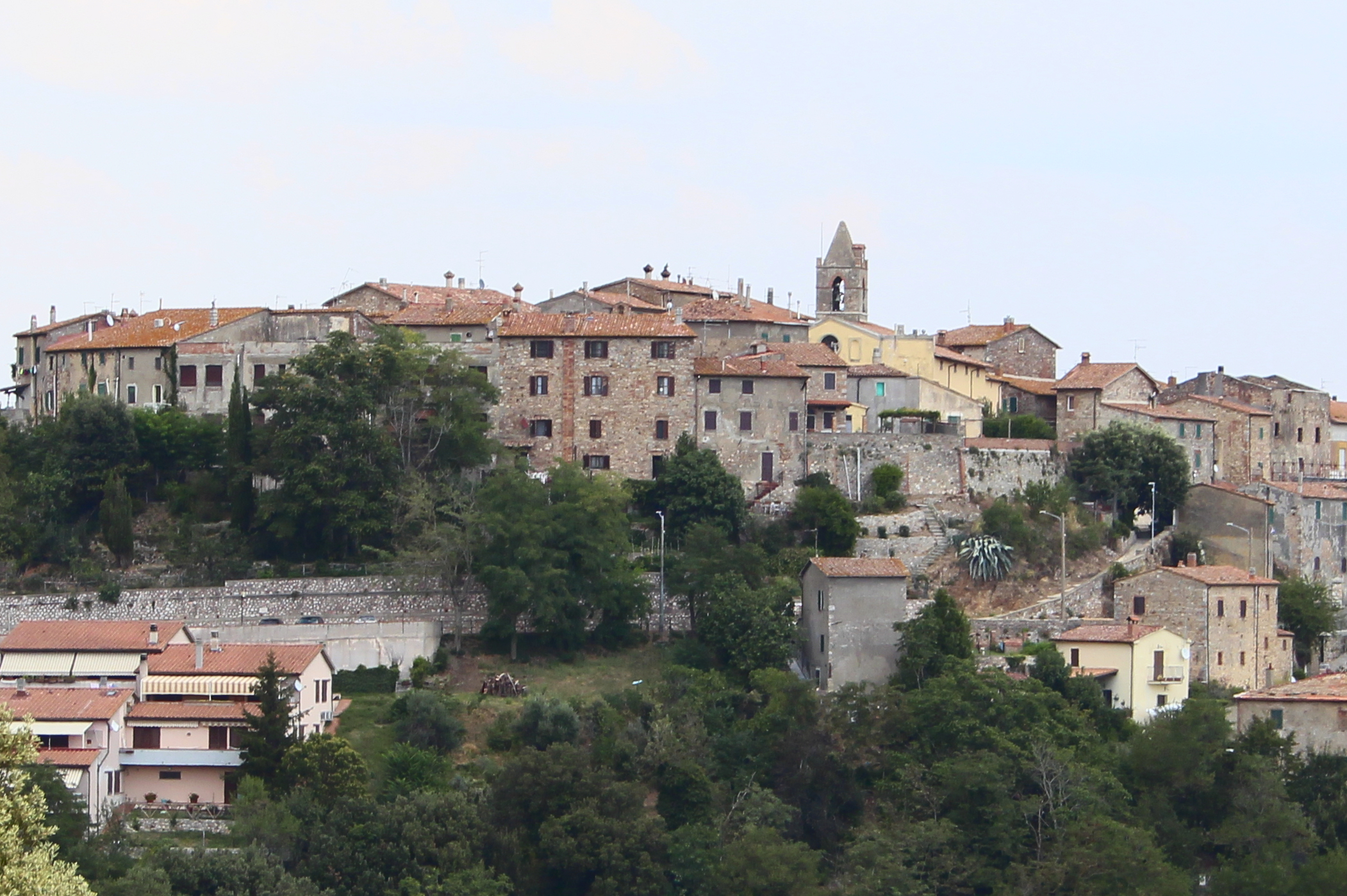
Montorsaio.
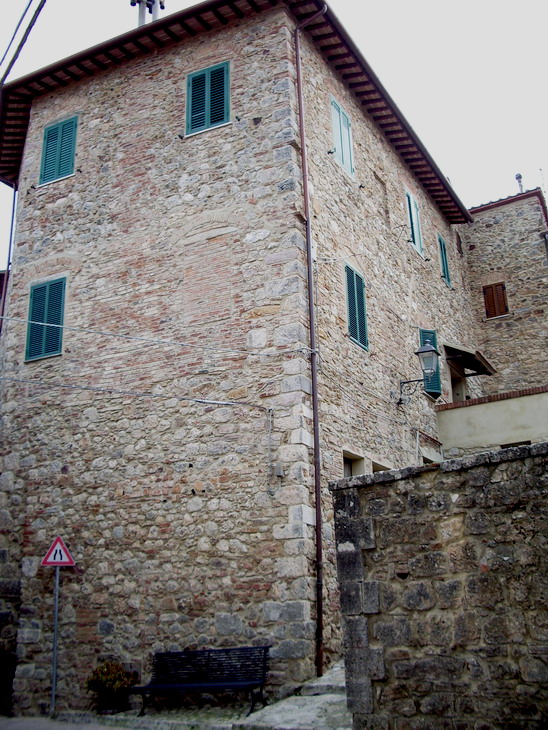
Le Cassero Senese.
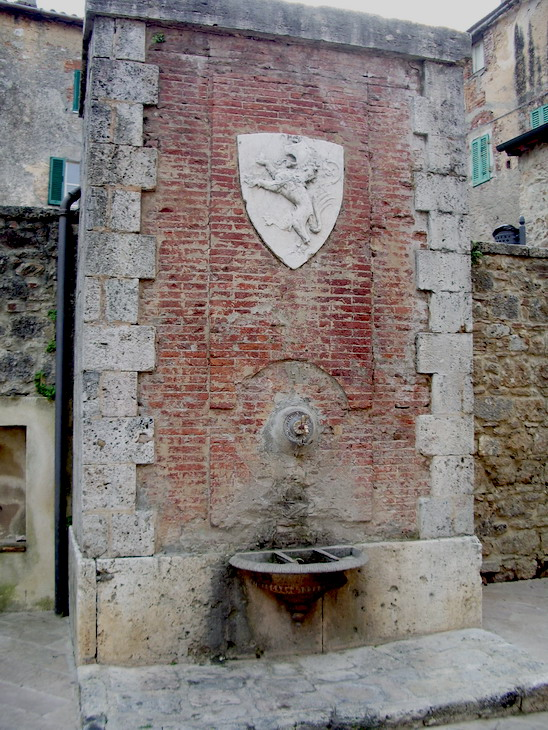
La Cisterna di Montorsaio.